# Letnia Uniwersjada 1991

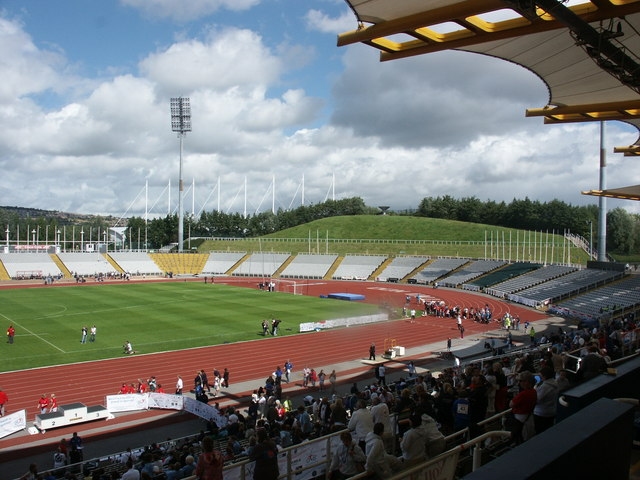
Stadion w Sheffield

16. Letnia Uniwersjada – międzynarodowe zawody sportowców – studentów, które odbyły się w Sheffield. Impreza została zorganizowana między 14, a 25 lipca 1991 roku. W uniwersjadzie wzięło udział 3346 zawodników ze 101 krajów, którzy rywalizowali w 11 dyscyplinach. Nad organizacją zawodów czuwała FISU. Uroczystego otwarcia dokonała księżniczka Anna.

## Dyscypliny

### Sporty obowiązkowe
| - Gimnastyka sportowa - Koszykówka - Lekkoatletyka | - Piłka nożna - Piłka wodna - Pływanie - Piłka siatkowa | - Szermierka - Tenis - Skoki do wody |
| Sporty wymienne                                    |                                                         |                                      |
| - Gimnastyka artystyczna - Hokej na trawie         |                                                         |                                      |

## Polskie medale
Reprezentanci Polski zdobyli w sumie 11 medali.

### Złoto
- Robert Korzeniowski – lekkoatletyka, chód na 20 km - 1:24,37
- Artur Wojdat – pływanie, 400 m stylem dowolnym - 3:52,55
- drużyna siatkarzy (Mariusz Szyszko, Mariusz Sordyl, Witold Roman, Arkadiusz Wiśniewski, Krzysztof Stelmach, Andrzej Stelmach, Andrzej Solski, Marek Olczyk, Leszek Urbanowicz, Mariusz Podolak. Trener Edward Skorek)

### Srebro
- Urszula Włodarczyk – lekkoatletyka, siedmiobój - 6319
- Artur Wojdat – pływanie, 200 m stylem dowolnym - 1:50,69
- Alicja Pęczak – pływanie, 200 m stylem zmiennym - 2:18,84

### Brąz
- Sylwia Pachut, Agata Sadurska, Barbara Grzywocz, Monika Warnicka – lekkoatletyka, sztafeta 4 x 400 metrów - 3:35,03
- Maria Kamrowska – lekkoatletyka, siedmiobój - 6279
- Krzysztof Cwalina – pływanie, 50 m stylem dowolnym - 22,30
- drużyna florecistów - Filip Borkowski, Ryszard Sobczak, Adam Krzesiński, Cezary Siess
- drużyna florecistek - Anna Sobczak, Agnieszka Szuchnicka, Joanna Tarnawska, Monika Maciejewska, Barbara Szewczyk